# 118
Glej tudi: število 118
118 (CXVIII) je bilo navadno leto, ki se je po julijanskem koledarju začelo na petek.

## Dogodki
- Rimski cesar Hadrijan ukine rimske province Armenijo, Asirijo in Mezopotamijo, ki jih je leta  116 ustanovil cesar Trajan

- 1. januar